# Азори (Краків)

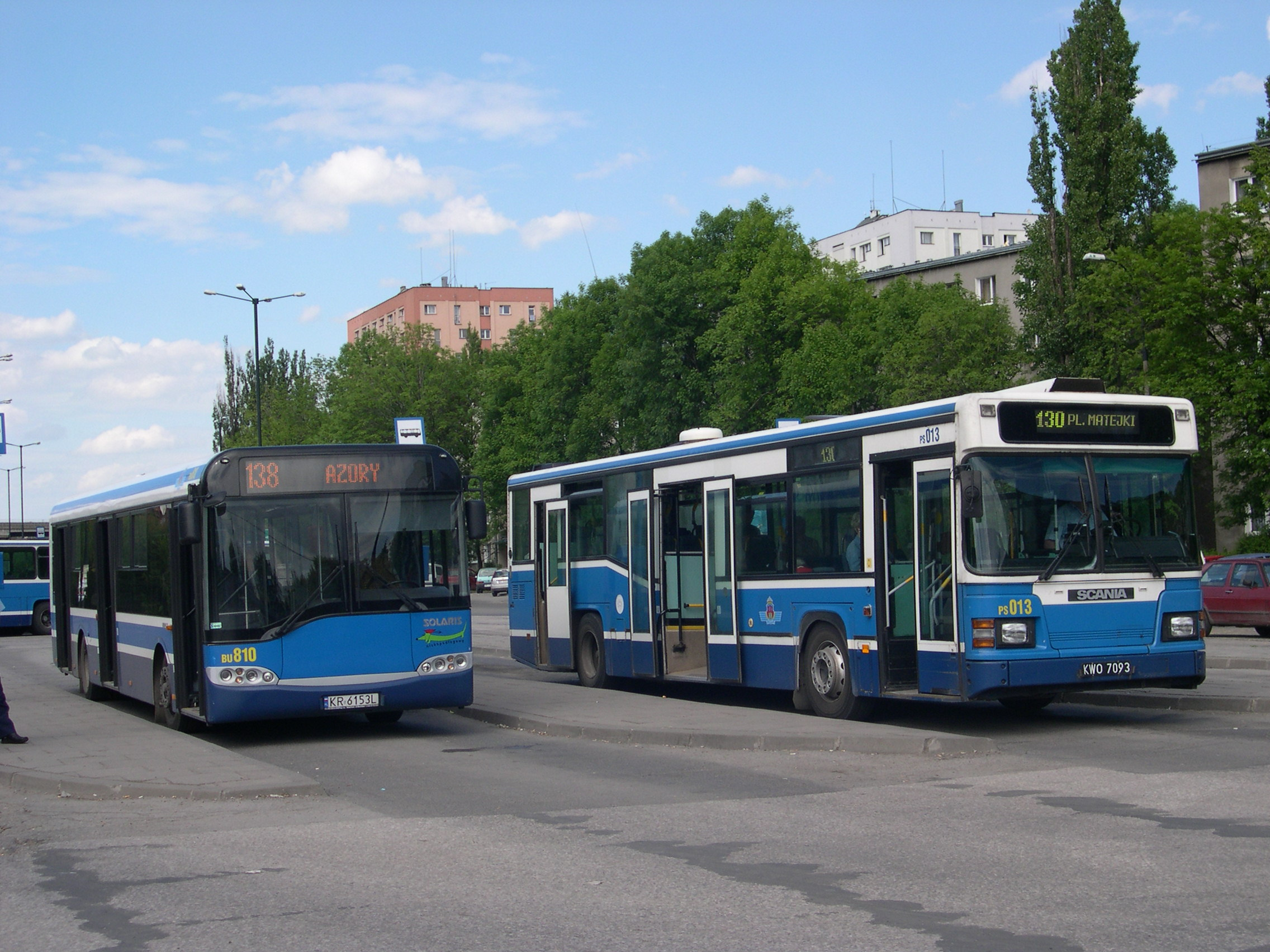
Автобусна петля на Азорах (2006)

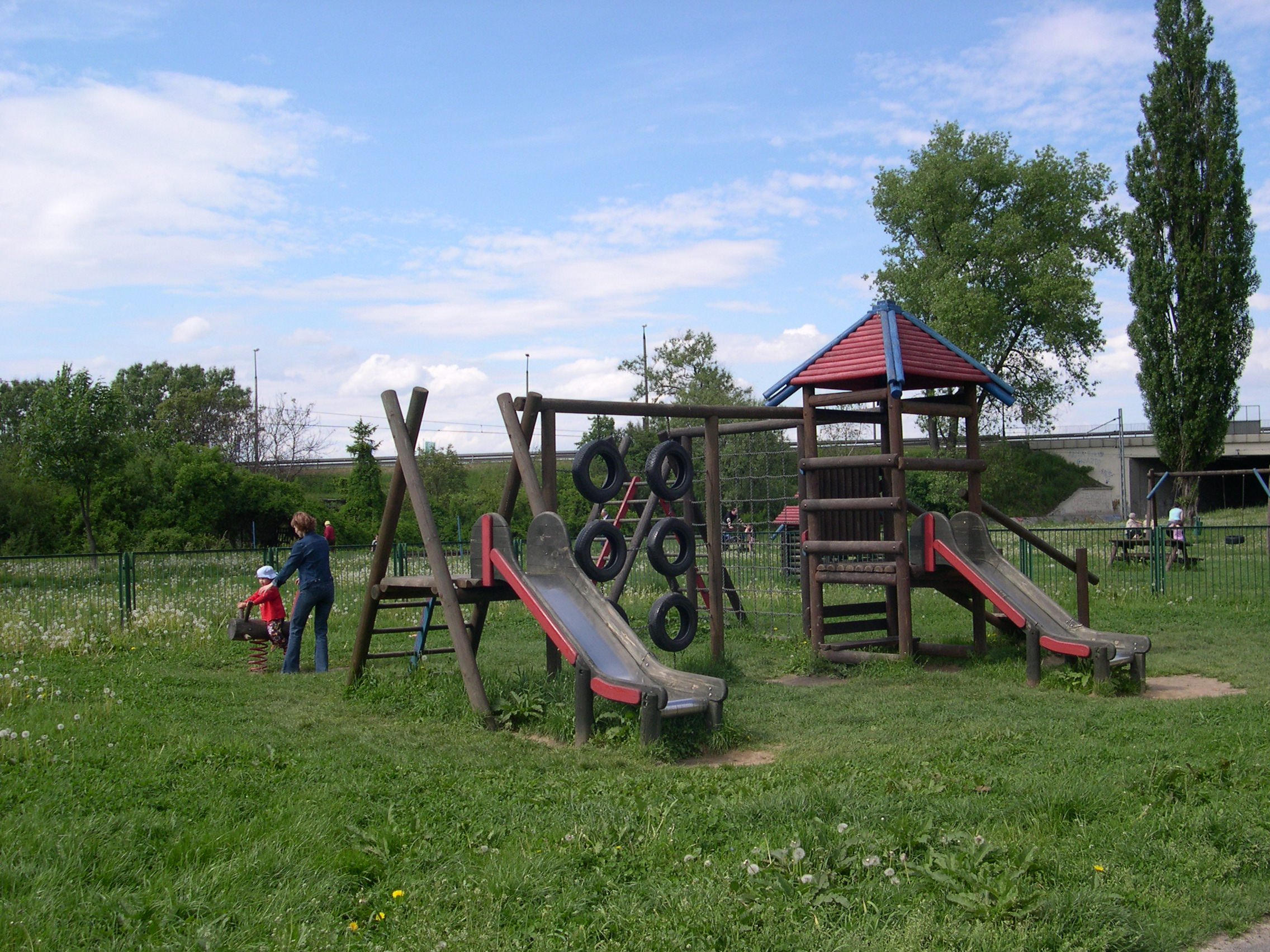
Дитячий майданчик на Азорах (2006)

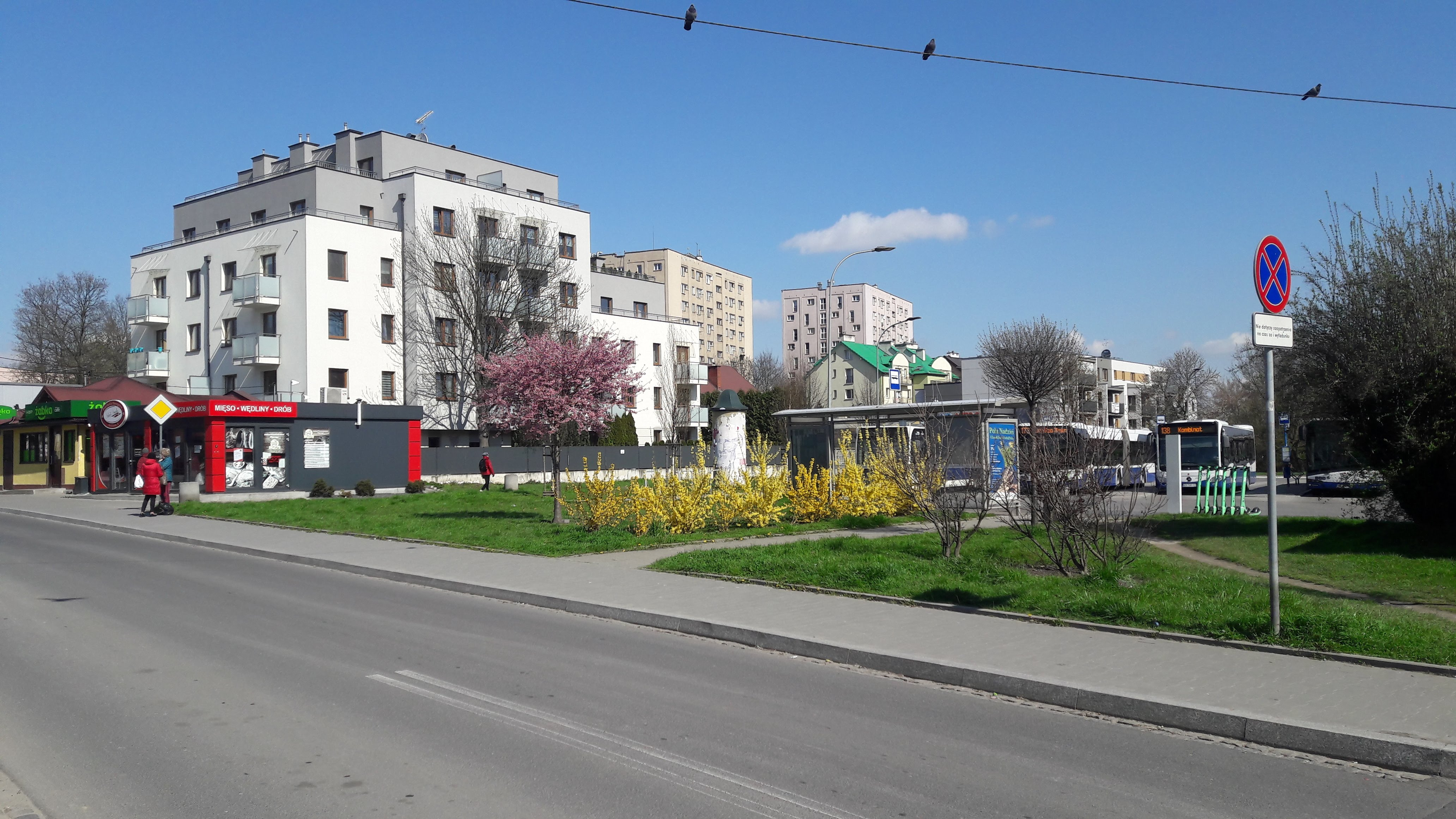
Автобусна зупинка на Азорах (весна 2021)

Азори - житловий масив у Кракові, частина району IV, Пронднік Бяли . Це один із найбільших житлових масивів у Кракові . До головних вулиць Азорів відносяться: вул. Маковського, вул. Стахевича, вул. Хелмонського, вул. Радзіковського, вул. Вейса, вул. Червіньського та вул. Яреми та менші, наприклад, вул. Ружицького, вул. Пужака, вул. Гнєжнєнська, вул. Ельснера, вул. Висоцького, вул. Ніська, вул. Палаха, вул. Ленца.

## Історія
Азори були побудовані на терені Броновіце-Вельке, колишньому передмісті Кракова . Його будівництво почалося в 1932 році. У той час виник район дешевих, цегляних односімейних будинків, зведених ремісниками та залізничниками. Назва поселення походить від архіпелагу Азорські острови, відомого в основному через авіакатастрофу 1929 року, в якій загинув майор Людвік Ідзіковський, намагаючись перелетіти Атлантичний океан . Нині як у Прадніку Білому, так і на Азорах після Другої світової війни повстали великі житлові масиви. Серед цієї одноманітної архітектури виділяється костел Непорочного Зачаття Пресвятої Діви Марії (вул. Хельмонського 41), фундамент якої було закладено наприкінці 1930-х років ХХ століття . На зламі 1939-1940 рр. каплицю перенесли з вул. Ніська (нині автомийка) до недобудованої церкви. Комуністична влада після багатьох зусиль суспільства схвалила розширення церкви .
У 1962–1977 роках тут за проектом М. Турського та Я. Хамучинського зведено п’яти- та одинадцятиповерхові будинки за великопанельною технологією. Менші здебільшого розташовані на вулицях Маковського, Стахєвіча, Червіньського, Яреми та Вейсса, а 11-поверхові – на вулицях Ружицького, Хелмоньского, Яреми та Стахевіча. Односімейні будинки розташовані поблизу вулиць Хельмонського, Радзіковського та Мурарської .

## Положення
У своєму сучасному вигляді Азори розташовані між вул. Радзіковського, парком Виспянського, що постав на місці колишнього форту № 9, вул. Опольською та залізничними коліями .

## Інфраструктура
- Недержавний заклад охорони здоров’я Практика Лікарська «Азори» Спілка (вул. Налковського 1)
- Некомунальний заклад охорони здоров'я nMed sc (вул. Радзіковського 17/2)
- Гімназія № 14 (переведено в середню школу)
- Початкова школа № 119 на вулиці Червенського
- Початкова школа № 113 на вулиці Стахевича
- Середня школа № 14 на вул. Хелмонського (з 1956 р. у будівлі початкової школи № 15 та середньої школи № 12)
- Санепідстанція вул. станіславського 1 (в приміщенні колишньої початкової школи № 15, а потім медпункту)
- 4 дитячі садочки
- яслі [2] Філемон за адресою вул. Мурарська 3Б
- Костел Непорочного Зачаття Пресвятої Діви Марії - розширений у 1972-1979 роках за проектом П. Гавора та М. Грабацької. У костелі є розписи та вівтар Єжи Новосельського [1]
- автобусна петля
- костьол св.Яцка збудований у 2006-2008 роках
- Бібліотека Краків - філія 16 (вул.Радзіковського 29)
- декілька торгових точок

## Комунікація
З 1974 року на массиві, на вулицях Войцеха Вайсса та Марії Яреми, розташована кінцева зупинка (петля) MPK Kraków, що забезпечує невелику кількість сполучень. Незважаючи на відносно велику відстань, жителі також користуються трамвайною зупинкою {[lang-pl|Bronowice}}.
Автобуси під номерами 130 - Dworzec Główny Zachodnia, 138 - Kombinat, 173 - Nowy Bieżanów Południe - закінчують свій маршрут тут. Є також лінії: 140 - Radzikowskiego Osiedle і Nowy Kleparz, 168 - Krowodrza Górka і Chełmońskiego Pętla, а також нічний автобус: 904 - Wieliczka і Prądnik Biały  .
Є також трамваї, найближчі до Азорів (зупинка Bronowice):4 - Wzgórza Krzesławickie, 8 - Borek Fałęcki, 13 - Nowy Beżanów, 14 - Mistrzejowice, 24 - Kurdwanów, 44 - Ванда Курган , і нічний трамвай 64 - Osiedle Piastów (статус громадського транспорту станом на січень 2018)  .
Стоянки таксі розташовані за адресою вул.Яреми та вул.Маковського.
Мікрорайон багато років бореться з проблемами комунікації. На кількох вулицях, що сполучають Азори з іншими частинами міста створюються затори. З цієї причини планується побудувати трамвайну лінію, яка з’єднає Азори з трамвайною зупинкою на {[lang-pl|Krowodrza Górka}} та Краківським швидкісним трамваєм  . Ця лінія має бути готова у 2024 році  . Лінія буде доповнена так званим переїздом для зміни напрямку руху , а традиційна петля буде побудована в Galeria Bronowice в рамках наступного етапу робіт, що передбачає розширення лінії на захід  .

## Галерея

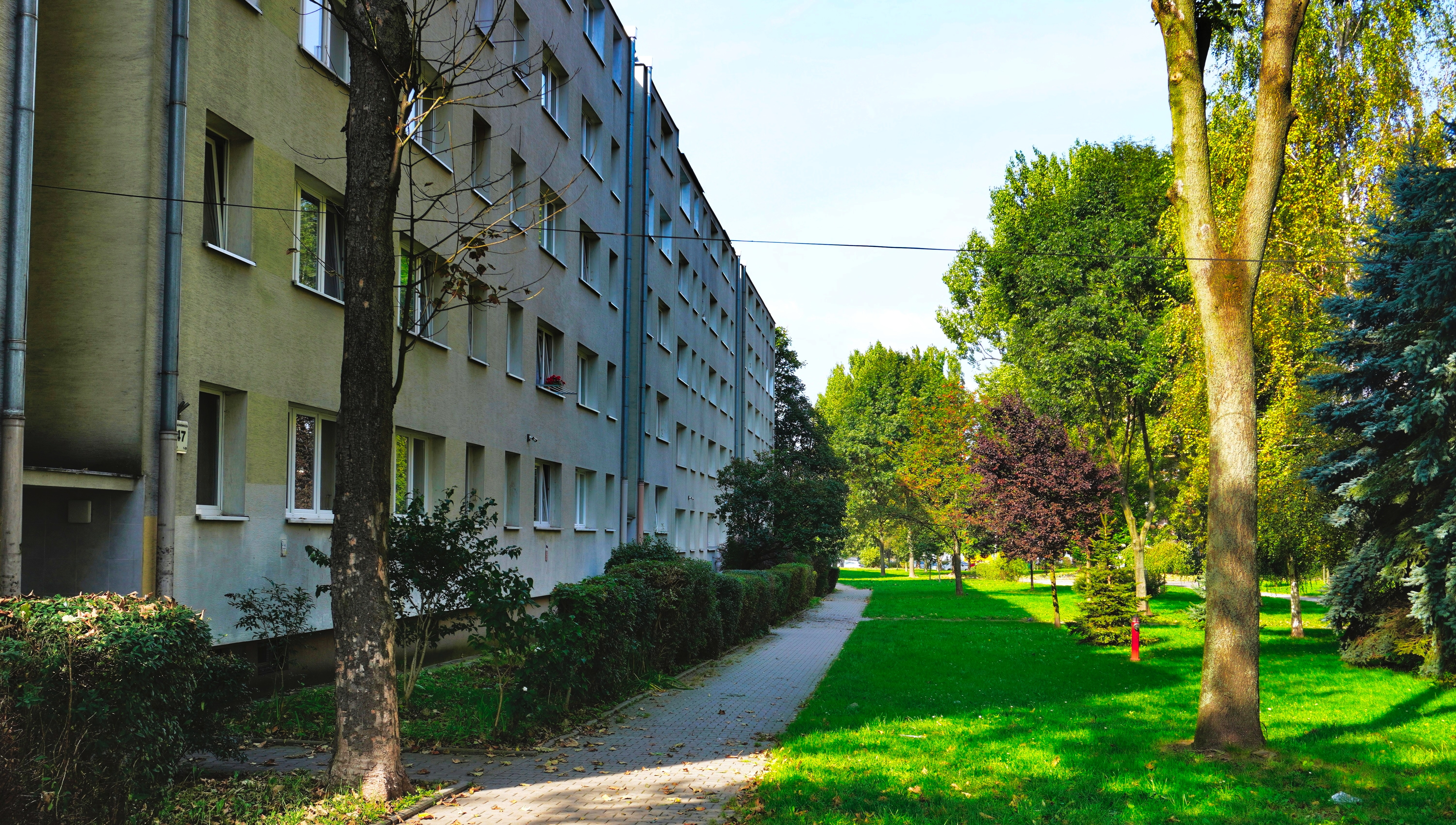
Інтер'єр масиву, багатоквартирного будинку по вул.Стахевича 47
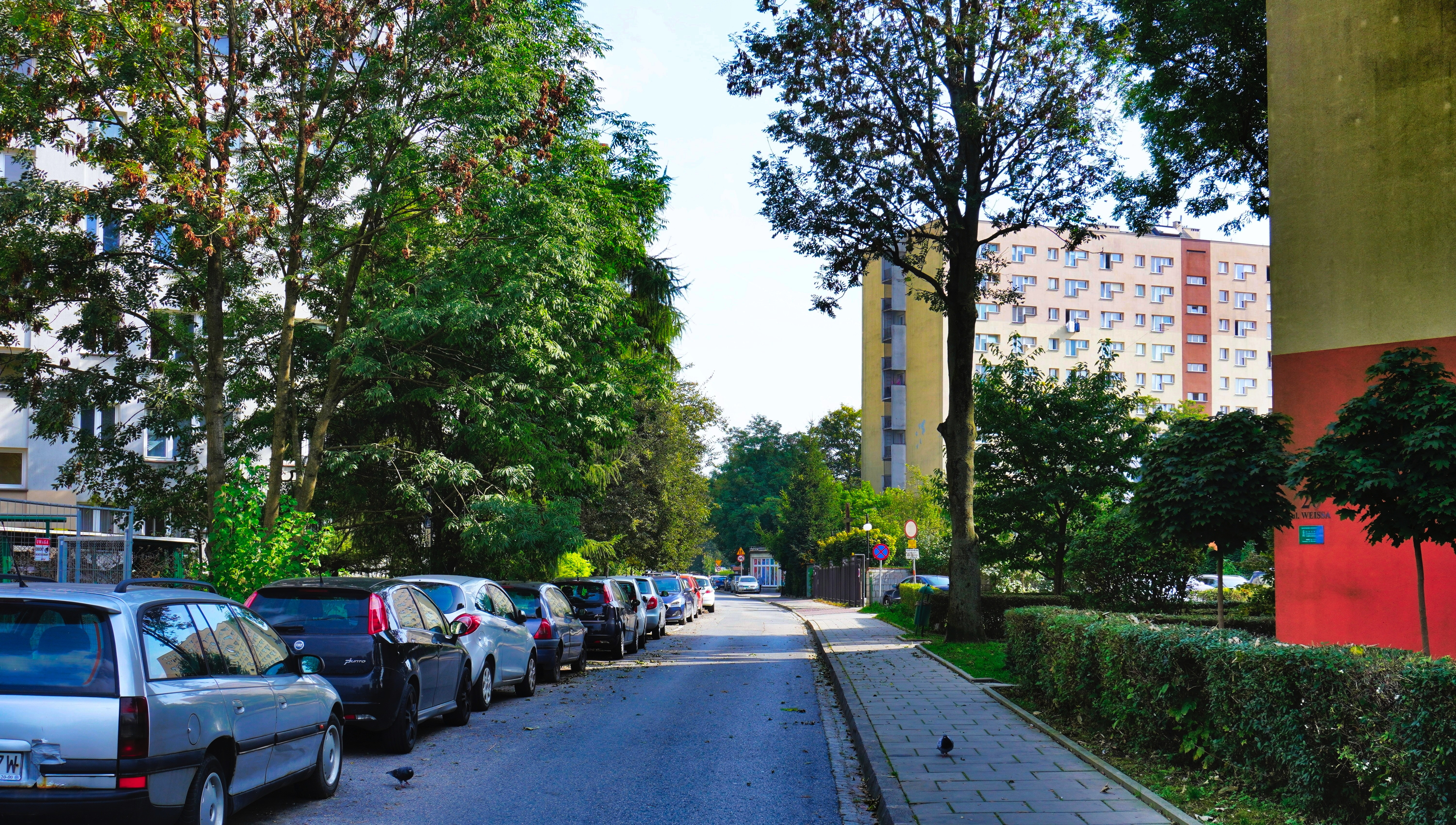
Забудова масиву по вул.Хелмонського
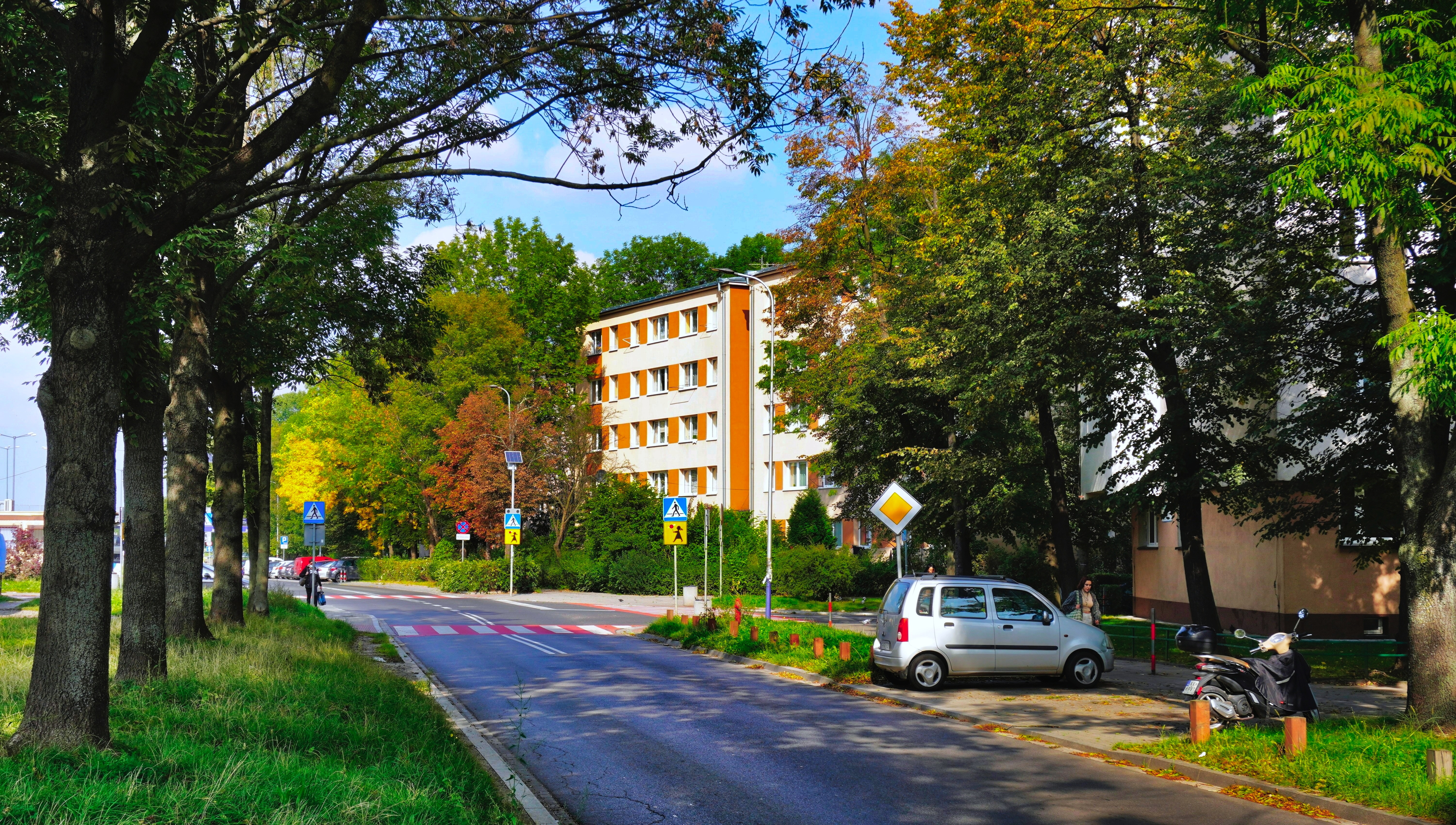
Забудова масиву по вул.Вайса
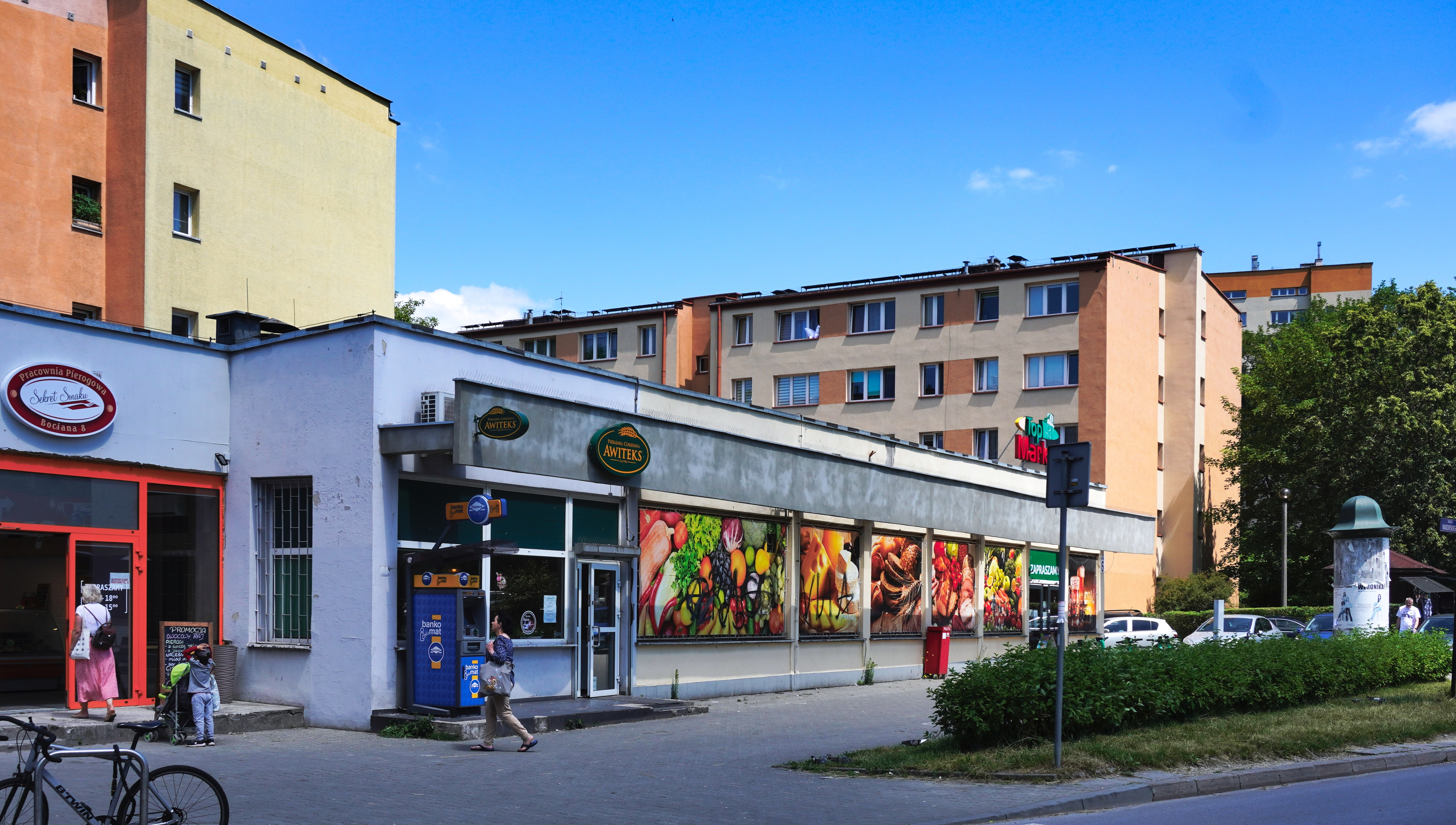
Вид на масив з вул.Маковського, торговий центр і житлові будинки на вул. Маковського 8, Стахєвіча 45 і Палаха 3
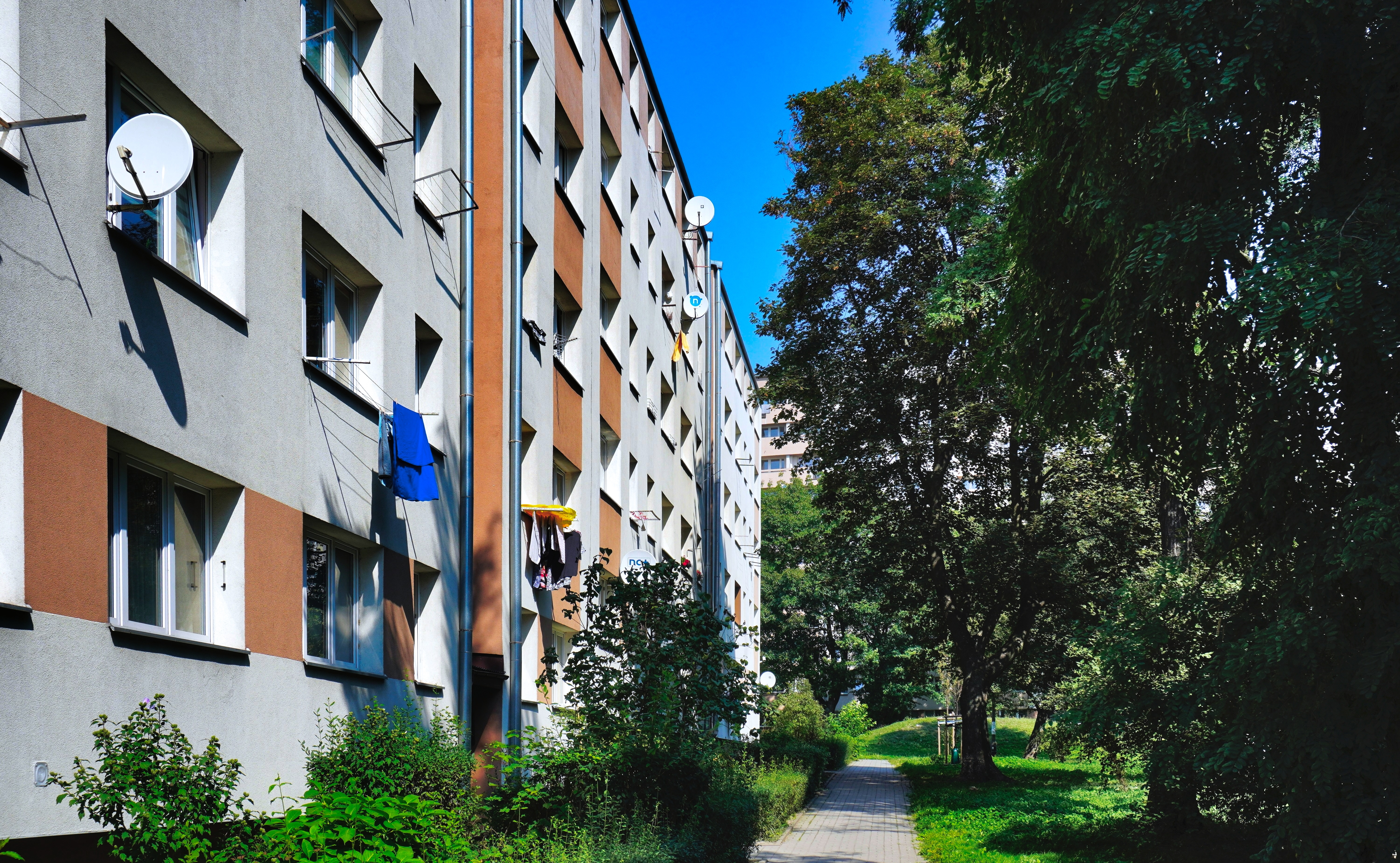
Внутрішнє оздоблення житлового масиву, багатоповерхівки по вул.Lentza 6
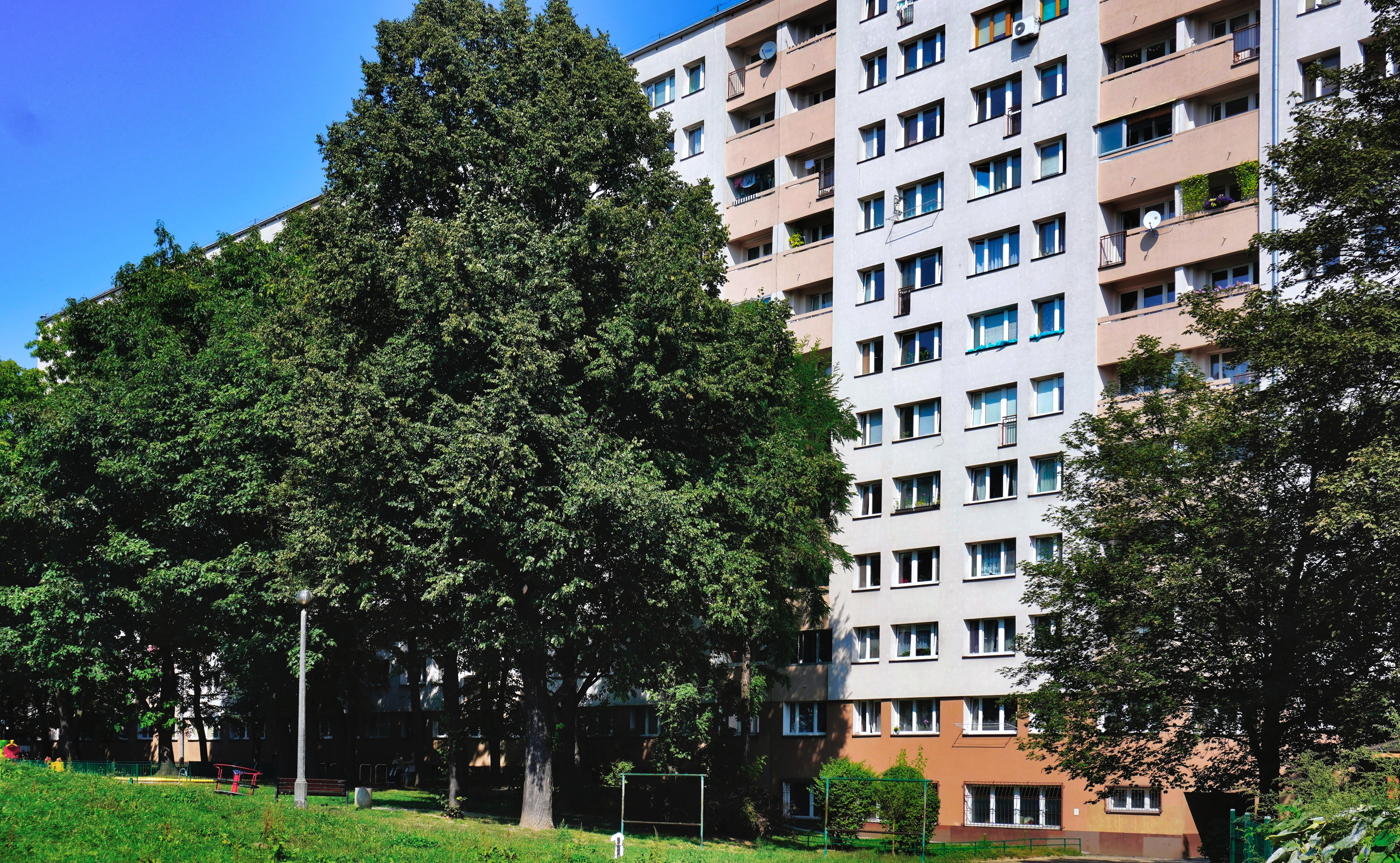
Внутрішнє оздоблення житлового масиву, озеленення, багатоповерхівки по вул przy ul. Jaremy 1–15
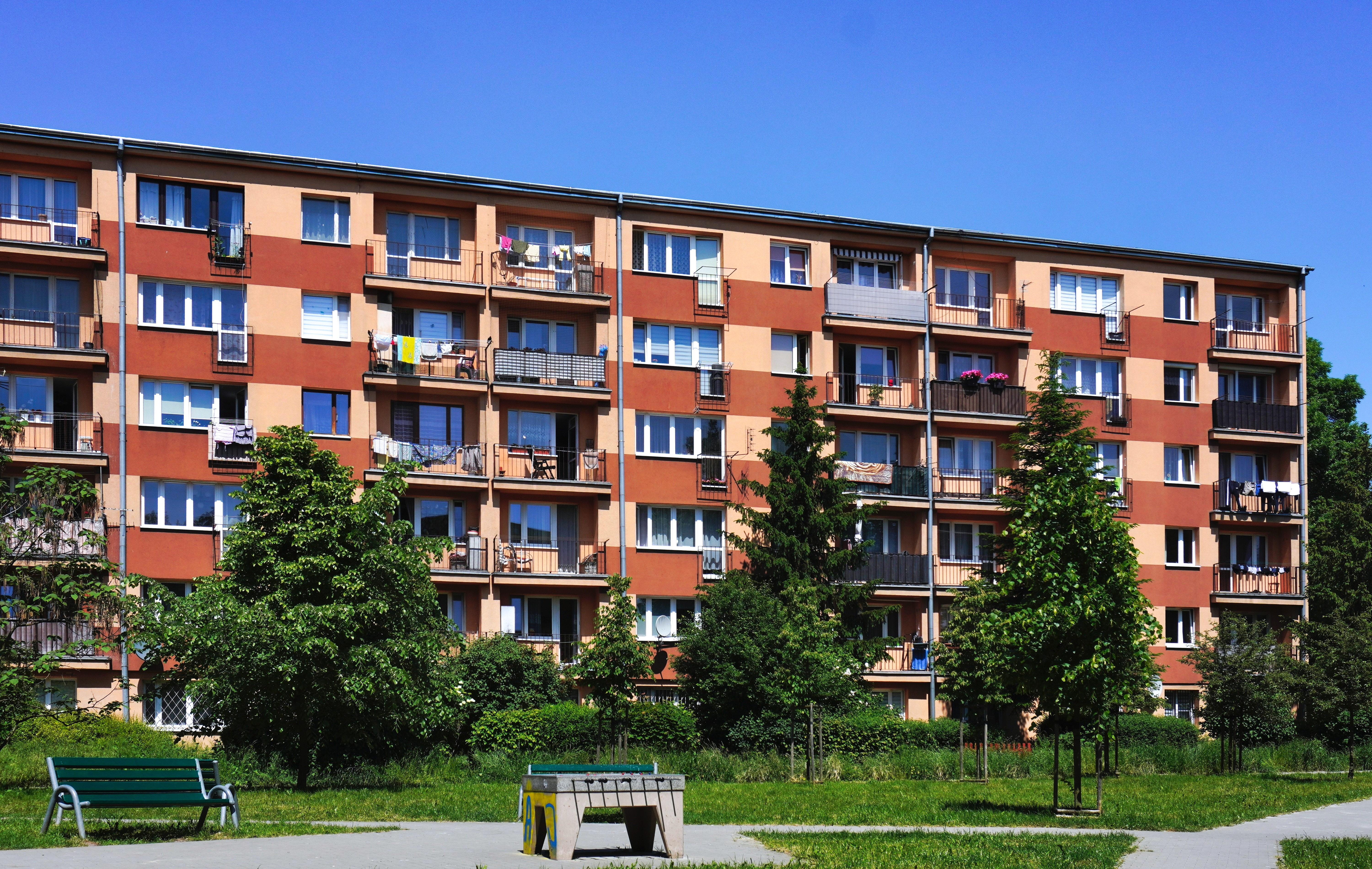
Внутрішнє оздоблення житлового масиву, багатоповерхівки по вул ul. Stachiewicza 25

## зовнішні посилання
- Дім середньої школи 14 на Азорах
- Сайт початкової школи № 119 за адресою вул. Czerwieskiego 1
- Сайт парафії Непорочного Зачаття Пресвятої Діви Марії на вул. Chełmońskiego 41